# هفت‌کولان
هفت‌کولان یا آدوکساسه (Adoxaceae) تیره‌ای است از گیاهان علفی ریزوم‌دار، با برگ‌های متقابل یا قاعده‌ای، مرکب، بدون گوشواره؛ گل‌ها در قسمت بالا به صورت مجتمع، دوجنسی، منظم، گلپوش بالایی، ۴ تا ۶ گلبرگ پیوسته، ۲ تا ۳ کاسبرگ پیوسته، ۴ تا ۶ پرچم بالائی پیوسته به گلبرگ‌ها، پرچم بالایی ۲/۵ برابر بساک شکافته شده، ۳ تا ۵ برچهٔ پیوسته، ۳ تا ۵ تخمک، تمکن محوری و میوهٔ شفت. این گیاهان بومی مناطق معتدلهٔ شمالی هستند.

## نگارخانه

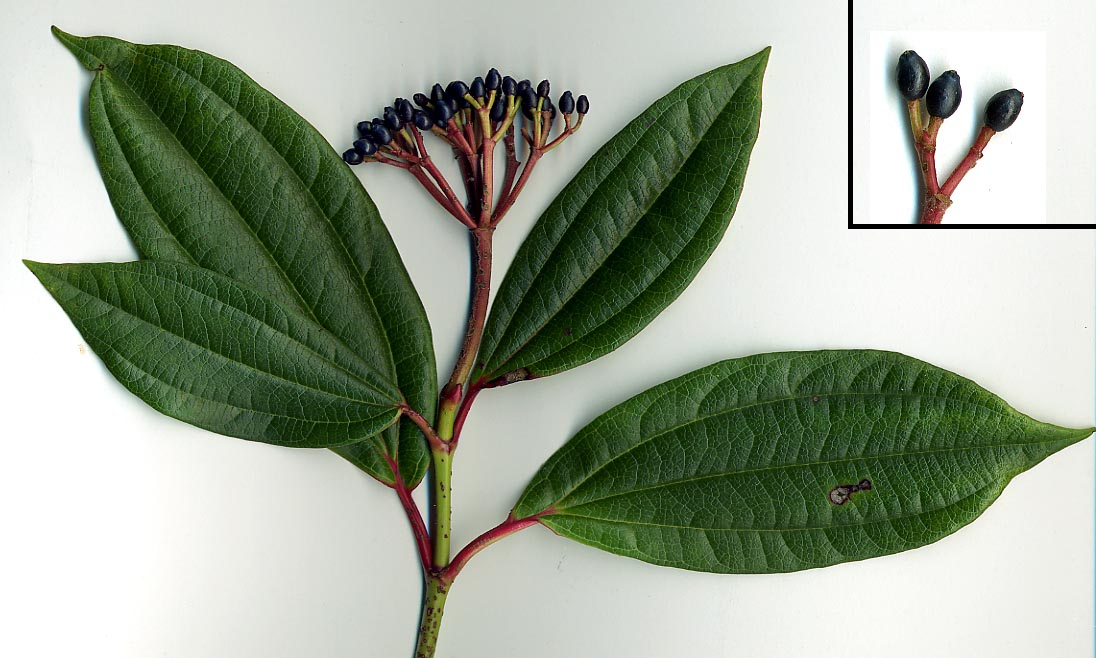
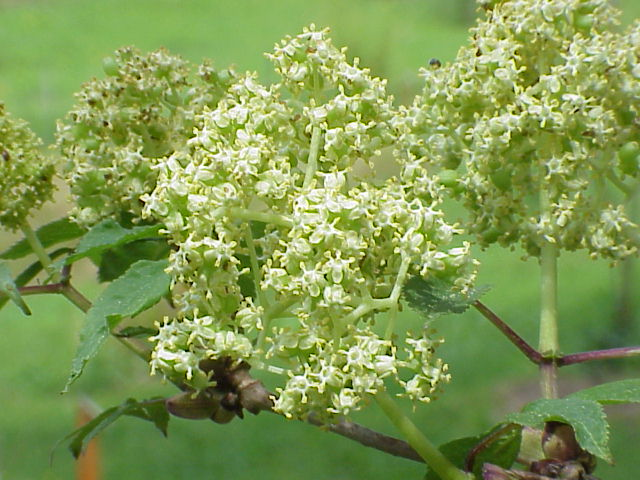
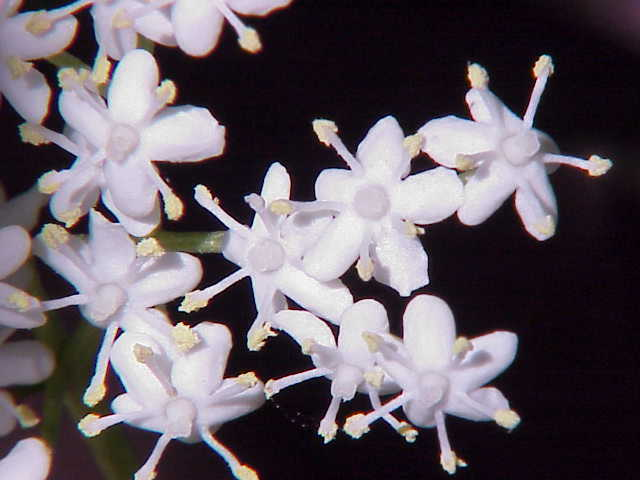
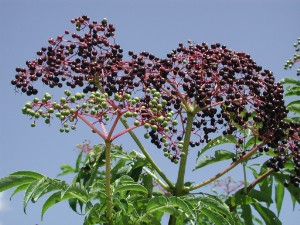
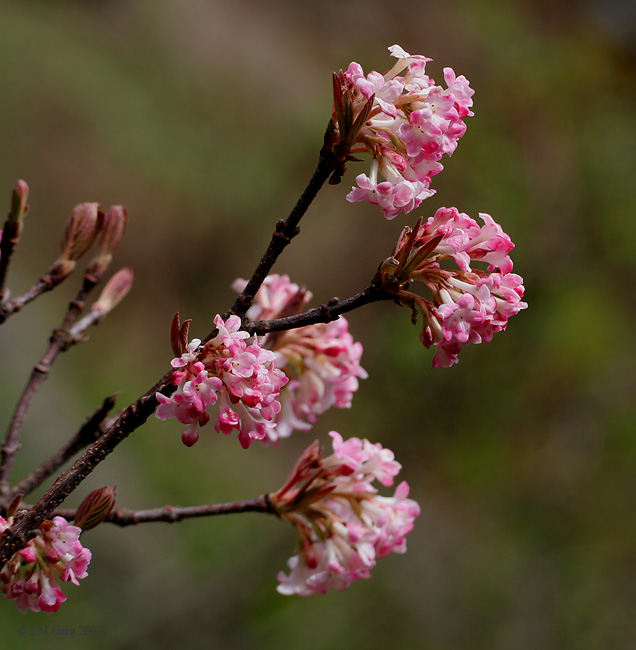